# Nemanja Čović
Nemanja Čović (Novi Sad, 18 de junio de 1991) es un futbolista serbio que juega en la demarcación de delantero para el Kunshan FC de la Superliga de China.

## Selección nacional
Tras jugar en varias categorías inferiores, finalmente hizo su debut con la selección de fútbol de Serbia en un partido amistoso contra República Dominicana que finalizó con un resultado de empate a cero.

## Clubes
| Club                   | País        | Año       | Partidos | Goles |
| ---------------------- | ----------- | --------- | -------- | ----- |
| FK Cement Beočin       | Serbia      | 2007-2008 | 19       | 5     |
| FK Proleter Novi Sad   | Serbia      | 2008-2010 | 35       | 11    |
| FK Vojvodina           | Serbia      | 2011      | 3        | 1     |
| FK Spartak Subotica    | Serbia      | 2011-2013 | 35       | 3     |
| FK Donji Srem          | Serbia      | 2013      | 7        | 0     |
| FC Spartak Semey       | Kazajistán  | 2014      | 9        | 3     |
| FK Proleter Novi Sad   | Serbia      | 2014      | 13       | 4     |
| FC Shakhtyor Soligorsk | Bielorrusia | 2015      | 25       | 4     |
| FK Proleter Novi Sad   | Serbia      | 2016      | 4        | 0     |
| FC Minsk               | Bielorrusia | 2016      | 28       | 9     |
| PAS Lamia 1964         | Grecia      | 2017      | 3        | 1     |
| FC Minsk               | Bielorrusia | 2017      | 24       | 3     |
| FK Proleter Novi Sad   | Serbia      | 2018-2019 | 48       | 17    |
| FK Vojvodina           | Serbia      | 2019-2022 | 77       | 19    |
| Kunshan FC             | China       | 2022-     | 33       | 16    |